# Teorema di Rouché-Capelli
Il teorema di Rouché-Capelli è un teorema di algebra lineare che permette di caratterizzare l'insieme delle soluzioni di un sistema di equazioni lineari (eventualmente vuoto) mediante il rango della matrice completa e della matrice incompleta.
Prende il nome dal matematico francese Eugène Rouché, suo ideatore, e dal matematico italiano Alfredo Capelli, che lo riscrisse in maniera più semplice.
A questo teorema, che ha interesse prevalentemente didattico, vengono anche associati i nomi di Fontené, Kronecker e Frobenius.

## Il teorema di Rouché-Capelli
Consideriamo il sistema di equazioni lineari:
{\displaystyle \left\{{\begin{matrix}a_{1,1}x_{1}+a_{1,2}x_{2}+\cdots +a_{1,n}x_{n}=b_{1}\\a_{2,1}x_{1}+a_{2,2}x_{2}+\cdots +a_{2,n}x_{n}=b_{2}\\\vdots \\a_{m,1}x_{1}+a_{m,2}x_{2}+\cdots +a_{m,n}x_{n}=b_{m}\\\end{matrix}}\right.}
nel quale i coefficienti del sistema lineare (e quindi delle matrici) e le componenti dei vettori sono elementi di un campo {\displaystyle K}, quale ad esempio quello dei numeri reali {\displaystyle \mathbb {R} } o complessi {\displaystyle \mathbb {C} }.
Il sistema è rappresentato fedelmente dalla matrice:
{\displaystyle (A|\mathbf {b} )=\left({\begin{matrix}a_{1,1}&\cdots &a_{1,n}\\\vdots &\ddots &\vdots \\a_{m,1}&\cdots &a_{m,n}\end{matrix}}\right|\left.{\begin{matrix}b_{1}\\\vdots \\b_{m}\end{matrix}}\right)}
detta matrice associata al sistema. Essa è ottenuta dalla giustapposizione della matrice {\displaystyle A} dei coefficienti e di un'ulteriore colonna {\displaystyle \mathbf {b} }, detta colonna dei termini noti. Le matrici {\displaystyle A} e {\displaystyle (A|\mathbf {b} )} sono dette rispettivamente incompleta e completa. 
Il teorema di Rouché-Capelli afferma che esistono soluzioni per il sistema se e solo se il rango della matrice completa è uguale al rango della matrice incompleta:
{\displaystyle \operatorname {rk} (A|\mathbf {b} )=\operatorname {rk} (A|\mathbf {0} )}
Se esistono soluzioni, queste formano un sottospazio affine di {\displaystyle K^{n}} di dimensione {\displaystyle n-\operatorname {rk} (A)}. In particolare, se il campo {\displaystyle K} è infinito si ha che se {\displaystyle \operatorname {rk} (A)=n} allora la soluzione è unica, altrimenti esistono infinite soluzioni.

Valgono le seguenti due relazioni:
- {\displaystyle \operatorname {rk} (A|\mathbf {b} )\geqslant \operatorname {rk} (A|\mathbf {0} )}
- {\displaystyle \max\{\operatorname {rk} (A|\mathbf {0} )\}=\min\{n,m\}},

dove {\displaystyle n} è il numero di incognite, e {\displaystyle m} è il numero di equazioni del sistema.

## Dimostrazione
Il sistema può essere descritto in modo più compatto, introducendo il vettore delle coordinate:
{\displaystyle \mathbf {x} ={\begin{pmatrix}x_{1}\\\vdots \\x_{n}\end{pmatrix}}}
ed usando il prodotto fra matrici e vettori, nel modo seguente:
{\displaystyle A\mathbf {x} =\mathbf {b} }
Questa relazione dice che un vettore noto {\displaystyle \mathbf {b} } si vuole sia l'immagine di un vettore incognito {\displaystyle \mathbf {x} } ottenuta mediante l'applicazione lineare {\displaystyle L_{A}:K^{n}\to K^{m}} associata alla matrice dei coefficienti:
{\displaystyle L_{A}(\mathbf {x} )=A\mathbf {x} }
Quindi il sistema ammette soluzione se e solo se {\displaystyle \mathbf {b} } è l'immagine di almeno un vettore {\displaystyle \mathbf {x} } di {\displaystyle K^{n}}, ovvero se e solo se fa parte dell'immagine di {\displaystyle L_{A}}. Si osserva che l'immagine di {\displaystyle L_{A}} è generata linearmente dai vettori dati dalle colonne di {\displaystyle A}. Quindi {\displaystyle \mathbf {b} } è contenuto nell'immagine se e solo se lo span delle colonne di {\displaystyle A} contiene {\displaystyle b}, cioè se e solo se lo span delle colonne di {\displaystyle A} è uguale allo span delle colonne di {\displaystyle (A|\mathbf {b} )}. Quest'ultima affermazione è equivalente a chiedere che le due matrici abbiano lo stesso rango.
Se esiste una soluzione {\displaystyle \mathbf {x} _{0}}, ogni altra soluzione si scrive come {\displaystyle \mathbf {x} _{0}+\mathbf {v} }, dove {\displaystyle \mathbf {v} } è una soluzione del sistema lineare omogeneo associato:
{\displaystyle A\mathbf {v} =0}
Infatti:
{\displaystyle A(\mathbf {x} _{0}+\mathbf {v} )=A\mathbf {x} _{0}+A\mathbf {v} =\mathbf {b} +\mathbf {0} =\mathbf {b} \ }
Lo spazio delle soluzioni, ottenuto traslando il nucleo con il vettore {\displaystyle \mathbf {x} _{0}}, è quindi il sottospazio affine dato da:
{\displaystyle \operatorname {Sol} (A|\mathbf {b} )=\mathbf {x} _{0}+\operatorname {Sol} (A|\mathbf {0} )}
La dimensione dello spazio delle soluzioni del sistema completo è uguale alla dimensione dello spazio delle soluzioni del sistema omogeneo associato.
Le soluzioni del sistema lineare omogeneo associato sono il nucleo dell'applicazione {\displaystyle L_{A}}, e per il teorema della dimensione il nucleo è un sottospazio vettoriale di dimensione {\displaystyle n-\operatorname {rk} (A)}. Quindi lo spazio delle soluzioni, ottenuto traslando il nucleo con il vettore {\displaystyle x}, è un sottospazio affine della stessa dimensione.